# نظام دون خلايا
النظام دون الخلايا أو التركيبات غير الخلوية (بالإنجليزية: Cell-free system) يعمل عادةً «في المختبر» اصطلاحًا أو حرفيًا في الزجاج لدراسة التفاعلات الحيوية التي تحدث في الخلية مع قليل من التفاعلات المعقدة الموجودة في الخلية. يمكن أن تُعزل الكسور التحت-خلوية بطريقة النبذ الفائق، لتوفير الآليات الجزيئية التي يمكن أن تُستعمل في التفاعلات مع غياب العديد من المكونات الخلوية.

## وصلات خارجية
- MeSH Descriptor Data